# Вільгельм Ґренер
Вільгельм Ґренер (Вільгельм Ґрьонер нім. Wilhelm Groener, 22 листопада 1867, Людвігсбург, Вюртемберг — 2 вересня 1939, Борнштедт, біля Потсдаму) — німецький військовий і державний діяч, генерал-лейтенант (1916), начальник Генерального штабу (1919). Народився у сім'ї полкового скарбника з Вюртемберга.

## Початок кар'єри

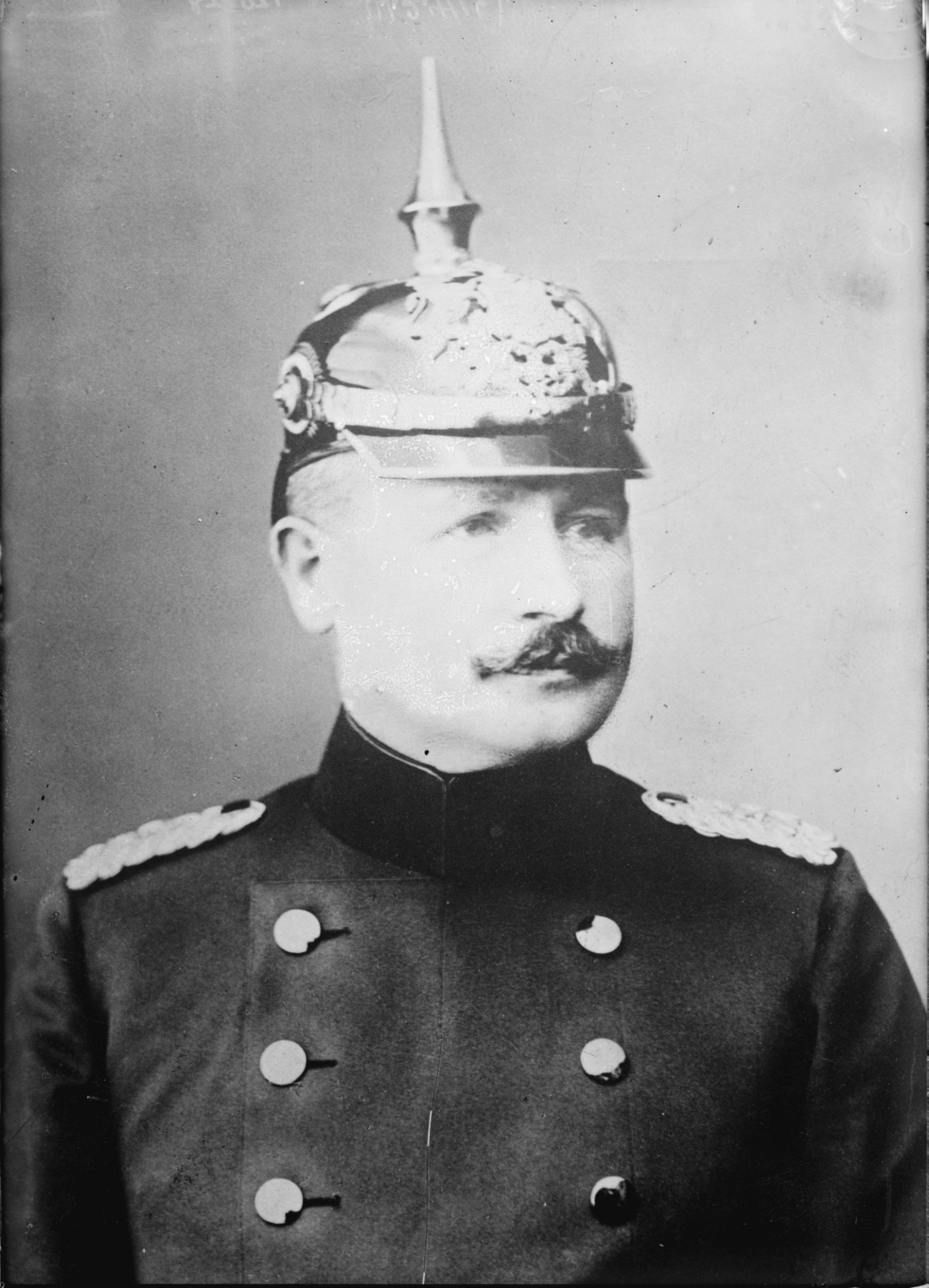
Ґренер на початку воєнної кар'єри

В 1884 році вступив до 3-ого піхотного вюртембергського полку. З 1890 року ад'ютант батальйону. В 1893–1896 роках навчався в Воєнній академії. В 1897–1898 роках служив в топографічному відділі, потім в Генштабі. В 1902–1904 роках командував ротою 98-го піхотного полку (Мец). В 1908–1910 роках перший офіцер (начальник оперативного відділу) штабу XIII армійського корпусу, в 1910–1911 роках командир батальйону 125-го піхотного полку (Штутгарт). З 1912 року — начальник відділу залізниць (Eisenbahnabteilung) у Великому Генштабі.

## В роки Світової війни
Під час Першої Світової війни — начальник польового управління залізницями (Chef des Feldeisenbahnwesens), керуючий військовою промисловістю, заступник військового міністра. З початком війни в серпні 1914 року призначений начальником польового управління залізницями Верховного командування. Блискуче організував військові перевезення. Так, з 2 по 18 серпня лише одним мостом «Гогенцоллерн» (через Рейн) пройшло 2150 потягів. З початком боїв у Східній Пруссії головував перекиненням німецьких військ на російський фронт. 26 червня 1915 року очолив службу постачання. 11 вересня 1915 року був нагороджений орденом Pour le Merite за успішне проведення мобілізації — тоді йому вдалося перекинути залізницями понад 3 мільйонів солдатів та близько 860 тисяч коней.
В 1916 році в короткий строк провів блискуче перегрупування німецьких військ на Румунський фронт. З 1 листопада 1916 року заступник прусського воєнного міністра і начальник Воєнного управління, займався питаннями воєнного та промислового виробництва в Німеччині.
Вступив в конфлікт з генералом Еріхом Людендорфом і 16 серпня 1917 року був переведений на фронт командиром 33-ї піхотної дивізії. 20 грудня 1917 року призначений командиром XV резервного корпусу на Західному фронті, 25 лютого 1918 — Першим Армійським Корпусом на Сході. З 23 березня 1918 по 27 жовтня 1918 року р. — начальник штабу групи армій «Київ».

## Німецький генерал— друг Скоропадського

Німецький та український генералітет. Сидять зліва направо: 2-й Олександр Лігнау, 4-й Олександр Рогоза, 5-й Гюнтер фон Кірхбах, 7-й Вільгельм Ґренер

Підтримав прихід до влади гетьмана Павла Скоропадського. Вихідною точкою цієї підтримки для німецького командування було переконання, що тодішній уряд Центральної Ради не мав ані охоти, ані спроможності, щоб виконати свої зобов'язання, взяті на підставі Берестейського договору супроти Центральних держав. Так, на початку квітня 1918 р. Ґренер у своєму меморандумі генералу Людендорфу зазначав, що Центральна Рада взагалі є не урядом, а мішаниною мрійників, ідеалістів і катедер-соціалістів, котрі не користуються у власній країні авторитетом.
Саме за ініціативою Ґренера наприкінці квітня 1918 року також було демобілізовано неблагонадійні формування Центральної Ради — синьожупанників, які на той час почали розкладатися, що становило певну небезпеку, і полк Січових Стрільців.
24 квітня 1918 року при зустрічі зі Скоропадським висунув майбутньому гетьману дев'ять умов, при погодженні на виконання яких німецьке політичне керівництво прихильно поставилося б до можливого приходу Павла Скоропадського до влади, а німецьке командування зайняло б при поваленні Центральної Ради активний нейтралітет. Генерал встановив особисті дружні зв'язки із гетьманом, активно сприяв розбудові Збройних Сил Української Держави. Павло Скоропадський згадував про Ґренера:

Генерал Ґренер свою славу, наскільки я знаю, здобув головним чином під час свого воєнного управління залізницями в Німеччині під час війни. Особисто в нас склалися добрі відносини. Я ніколи не бачив в ньому бажання чого-небудь вирвати, що, на жаль, широко практикувалося його підлеглими, які кожен крок, кожен документ інтерпретували на користь Німеччини, а коли цього всього не виходило, то вони не соромилися сказати те, що сила може дати і право. Цього в Грьонері зовсім не було. Тому, коли я йому вказував во всіх надзвичайних випадках на те, що так не можна, він приймав у себе заходи з припинення цих неподобств. В питаннях політичному та національному він розділяв мою думку, що створити державу з тими силами українців, які були в нас, зовсім неможливо. Він прекрасно розбирався во всіх каверзах австрійців и відбивав негайно їх удари. Взагалі, коли б не було Грьонера, особливо в перший час, мені було б значно складніше. Я бачив, що маю справу хоч і з начальником штаба армії, яка, звісно, не прийшла сюди заради наших прекрасних очей, однак в будь-якому випадку з людиною досить порядною, доброзичливою, широких політичних поглядів, безумовно чесною настільки, що він не соромився при мені неодноразово критикувати німецьку політику за їх загравання з більшовиками, і коли я йому говорив що це принизливо для такої країни як Німеччина, що це не доведе і Німеччину до добра, він прямо і відверто відповідав в тому ж дусі, вказуючи, що він неодноразово писав про це в Берлін. При цьому він казав: «Що з ними поробиш? Вони там не бачать». Взагалі, вище німецьке командування в Україні в травні місяці 1918 р. складалося з блискучих людей. І Ейхгорн, і Ґренер — обидва видатні німецькі воєначальники і розумні політики.

## Кінець війни
27 жовтня 1918 року Ґренер, «після скромних прощальних урочистостей з моїм штабом та гетьманом», покинув Україну, змінивши Еріха Людендорфа на посаді першого генерал-квартирмейстера штабу верховного головнокомандування. Восени 1918 р. керував великим відступом німецької армії. У ті дні він, фактично, зосередив всю військову владу у своїх руках. 6 листопада 1918 року зажадав від німецького уряду «будь-яким чином» запобігти поразки армії, наголошував на скорішому початку мирових переговорів, які завершилися підписанням Комп'єнської угоди 11 листопада 1918 року.
Ґренер був одним із тих генералів, хто 9 листопада відкрито висловив імператорові Вільгельму про необхідність його зречення з престолу:

Ґренер знав за опитуванням вибраних п'ятдесяти полкових командирів, що солдати тепер хочуть «лише одного — перемир'я в найближчий момент». Ціною, яку мав за це заплатити дім Гогенцоллернів, було зречення кайзера. Кайзер слухав його недовірливо. «Як щодо Fahneneide, запитав він, — присяги на полкових корогвах, яка зобов'язувала кожного німецького солдата вмерти, але виконати наказ?» Ґренер видав невизначений звук. «Сьогодні, — сказав він, — Fahneneide — це лише слова».

Як зазначає професор Іван Мірчук, знайомий генерала, Ґренер добре розумів, що цей крок принесе йому тільки тяжкі закиди з різних сторін, але в почутті відповідальності супроти нації він не завагався взяти цей тягар на себе. Зрештою, це значною мірою ізолювало Ґренера в середовищі консервативних німецьких генералів, стало предметом тяжких, незаслужених закидів, які підсилювалися тим, що Ґренер не був знатного походження, через що мав образливе прізвисько «плебейський генерал».
Тоді ж став співавтором так званого пакту Еберта — Ґренера. Цим пактом голова соціал-демократичної партії Фрідріх Еберт намірювався впорядкувати перехід країни від монархії до демократії, однак пакт призвів до кривавого придушення соціалістичних повстань. 10 листопада в телефонній розмові з Ебертом, Ґренер завірив новий уряд в вірності армії, яка почала стихійно демократизуватися. В цілях контролю та протидії більшовизму, військове керівництво навіть вдалося до створення рад селянських та солдатських депутатів, однак згідно з пактом між Ебертом і Ґренером, офіцери залишились у підпорядкуванні останнього, що, зрештою, довело до конфліктів в армії.

## Подальша доля

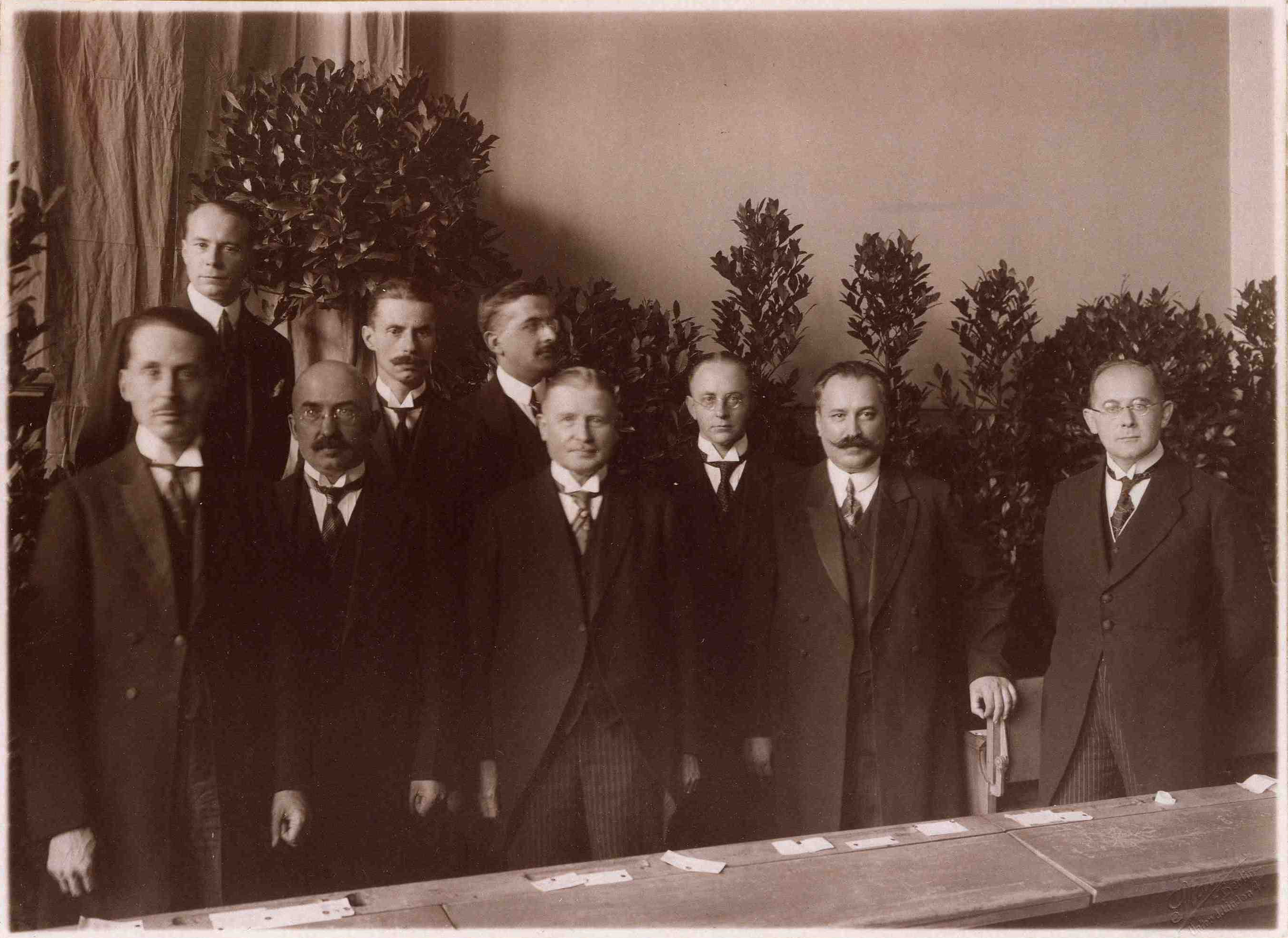
Члени-засновники та професори Українського наукового інституту в Берліні. 1-й ряд (зліва направо): Володимир Коростовець, Олександр Скоропис-Йолтуховський, ген. Вільгельм Ґренер, Васмерг, Дмитро Дорошенко, Келлєр; 2-й ряд: Володимир Залозецький-Сас, В'ячеслав Липинський, Іван Мірчук, 1927 рік

3 липня 1919 року на знак протесту проти укладення Версальського миру залишив свою посаду. 30 вересня 1919 звільнений зі служби. З 25 червня 1920 року по 12 серпня 1923 року міністр шляхів сполучення, з 20 січня 1928 року по 30 травня 1932 року — воєнний міністр і міністр внутрішніх справ. В 1932 році як міністр внутрішніх справ заборонив діяльність нацистських організацій СА, через що налаштував проти себе Гітлера. Розгорався серйозний парламентський конфлікт, і 12 травня того ж року Гренер мусив залишити свою посаду.

У 1920—1930-ті роки був куратором Українського наукового інституту в Берліні. Професор Мірчук згадував:
З яким почуттям обов'язку взявся він за це діло показує хоча б факт, що не зважаючи на тяжку смертельну хворобу своєї дружини, він особисто завершив усі підготовчі праці і перевів успішно відкриття Інституту. Його заходами установа ця дістала відповідне матеріальне забезпечення і то не тільки з державних фондів, але також від промислових та фінансових організацій, які не могли поставитися байдуже до прохання висловленого таким куратором Інституту, як Гренер".
Генерал також належав до неофіційного наукового товариства ім. Гумбольдта, яке мало тільки 12 членів, а саме найвизначніших представників німецької науки, крім того, Ґренер був почесним доктором кількох університетів.

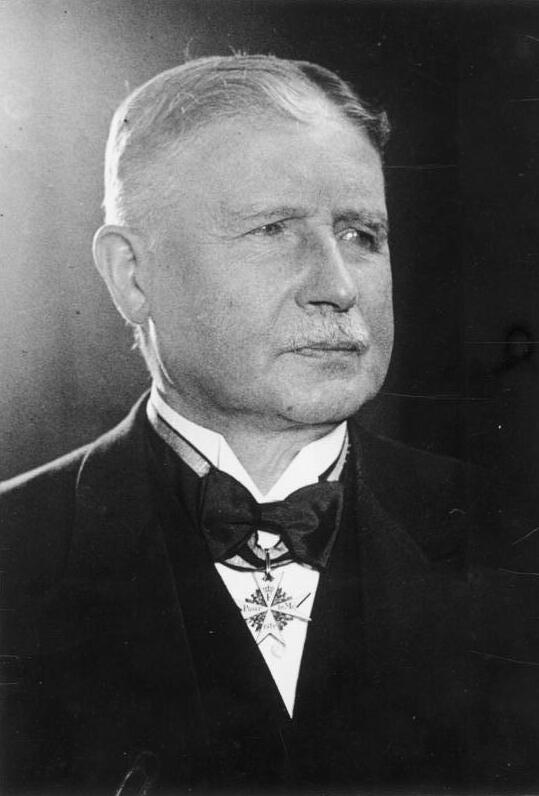
Світлина з 1932 року

Весь час продовжував підтримувати дружні зв'язки зі Скоропадськими, часто заходив до них в гості. Гетьманівна Олена згадувала:

Я добре пам'ятаю про відвідини генерала Гренера. Він був уже тоді зміщений з посади міністра оборони й повернувся разом з дочкою жити у Потсдам. Він приходив не на «політичні» обіди, а цілком приватно, як друг сім'ї. У більшості випадків приходив на чай і залишався до вечері, гуляючи між тим у саду з моїм батьком. Він пристрасно любив мариновані гриби, які чудово готувала наша няня. На цьому ґрунті ми і здружилися.

Щойно в червні 1934 p., вже після закріплення гітлерівського режиму в Німеччині, Гренер сам залишає пост куратора Інституту, мотивуючи свій крок тим, що він, людина для нацистів одіозна, буде баластом для цієї установи. Але, не зважаючи на те, він і надалі опікувався інститутом, використовуючи для цієї цілі свої зв'язки.
Наприкінці життя страждав від цукрового діабету та серцевих захворювань. 2 вересня 1939 року генерал Ґренер помер. Одначе, як зазначає Іван Мірчук, ненависть нацистів до його особи залишилася й надалі та знайшла свій зовнішній вираз після його смерті. З цієї нагоди вийшов армійський наказ, що забороняв усім старшинам брати участь в уніформі в похоронах покійного. З українського боку в похоронах взяли участь з вінками гетьман Скоропадський з родиною.

## Найвідоміші праці
Генерал Ґренер є автором спогадів, які є цінним джерелом для розуміння україно-німецьких стосунків у 1918 р.: Groener W. Lebenserinnerungen//Von Brest-Litovsk zur deutschen Novemberrevolution / Baumgart W. (red.). — Gottingen, 1971. — C. 259—451; автор мемуарів «Полководець проти волі» — Der Feldherr wider Willen. Operative Studien ober den Weltkrieg. — Berlin 1931. Автор воєнно-історичних праць, у тому числі «Світова війна та її проблеми» (1920).

## Сім'я

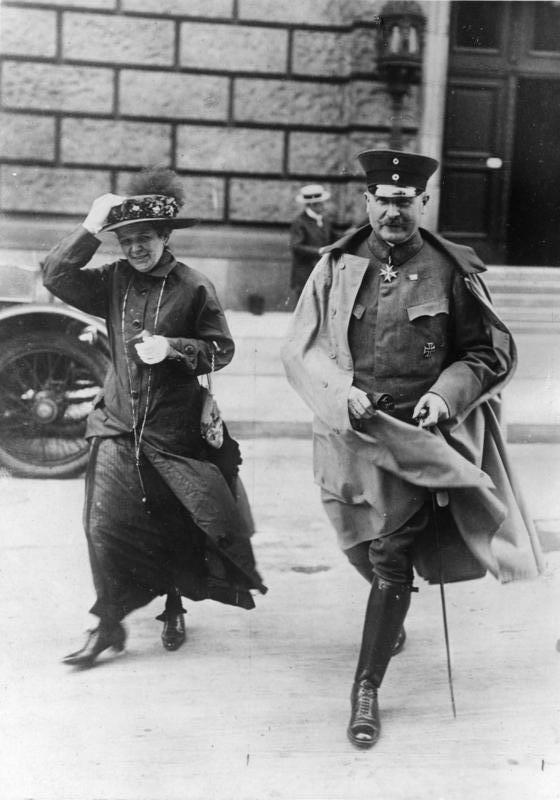
Із своєю першою дружиною, 1917 рік.

Був двічі одружений: з Геленою Ґаєр (Helene Geyer) (1864–1926), від якої мав дочку Доротею (Dorothea Groener-Geyer) 1900 року народження. Після смерті першої дружини вдруге одружився з Рут Неєр-Глюк (Ruth Naeher-Glück), від якої мав сина. Дочка Доротея є авторкою спогадів: General Groener: Soldat und Staatsmann. Societäts-Verlag, Frankfurt a.M. 1955.

## Нагороди
- Столітня медаль (1897)
- Хрест «За вислугу років» (Пруссія)
- Залізний хрест 2-го і 1-го класу
- Королівський орден дому Гогенцоллернів, лицарський хрест з мечами
- Орден «За військові заслуги» (Вюртемберг)
  - лицарський хрест (3 липня 1914)
  - командорський хрест (13 липня 1916)
- Pour le Mérite (11 вересня 1915)
- Орден «За заслуги» (Баварія), командорський хрест з мечами
- Військовий орден Максиміліана Йозефа, командорський хрест
- Орден Червоного орла 2-го класу з мечами і клороною
- Почесний громадянин міста Людвігсбург
- Почесний хрест ветерана війни з мечами